# 0 A.D.
0 A.D. é um jogo multiplataforma de estratégia em tempo real livre e de código aberto, em desenvolvimento pela Wildfire Games. Trata-se de um jogo que busca ser acurado do ponto de vista histórico, baseando-se nas civilizações que existiram entre os anos 500 A.C. e 500 D.C.
O jogo visa total abertura do código e nenhum custo de aquisição e está em desenvolvimento desde o ano de 2000, iniciado oficialmente a partir de 2003. Não há data oficial prevista para o lançamento da versão finalizada, que ainda se encontra em versão alfa.

## História
0 A.D. originalmente começou como um mod para Age of Empires II: The Age of Kings em junho de 2001. Com capacidade limitada de design, o time rapidamente se focou em criar um novo jogo totalmente independente, baseado em suas ideias.
Em novembro de 2008 os desenvolvedores confirmaram a abertura do código. Em 10 de julho de 2009, a Wildfire Games liberou o código fonte do 0 A.D. sob a GPL 2, e disponibilizou o conteúdo artístico disponível sob a CC-BY-SA.
Havia entre 10 a 15 pessoas trabalhando em 0 A.D. em março de 2010, mas desde o início do projeto mais de 100 pessoas já contribuíram.

## Jogabilidade

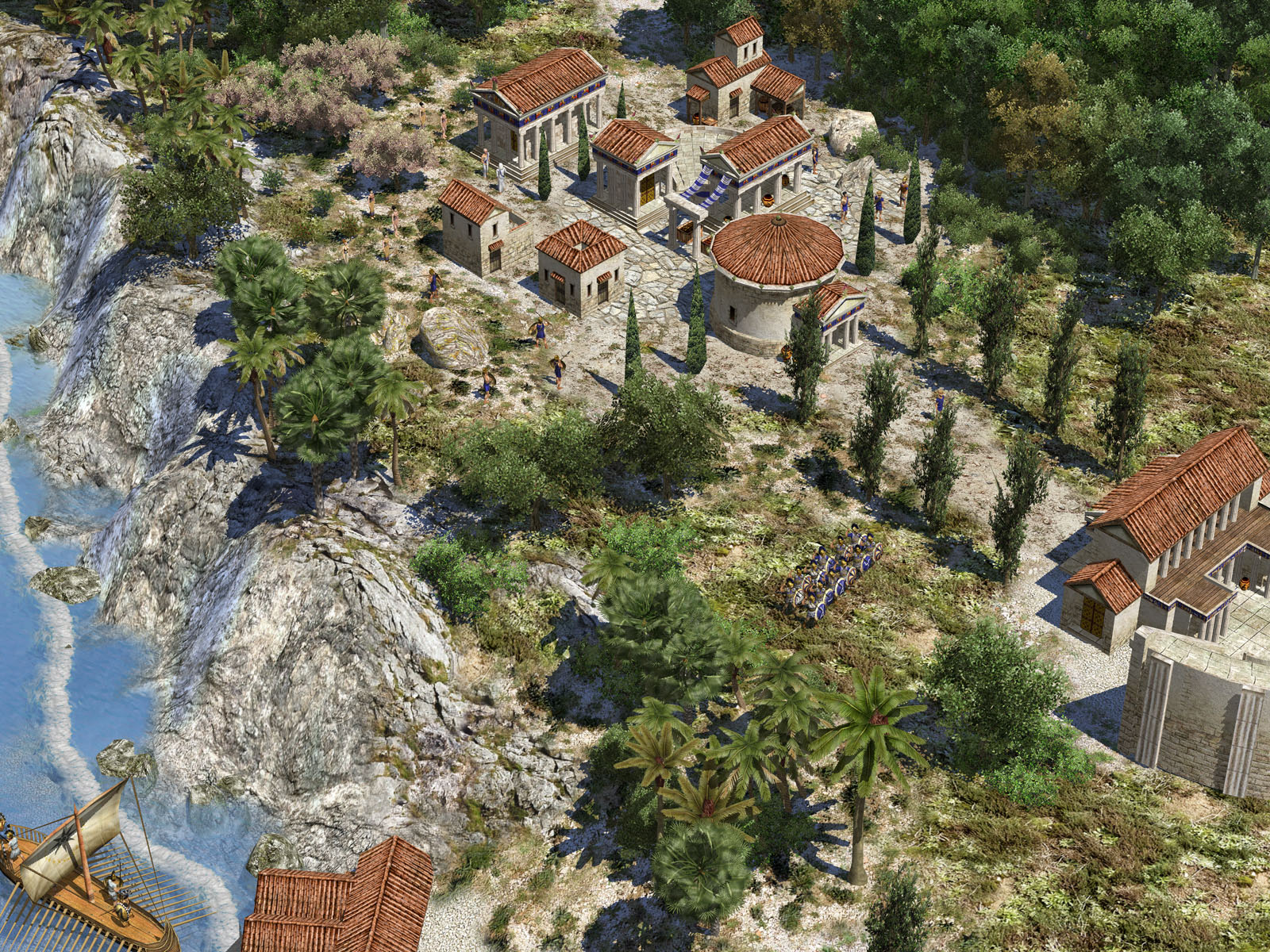
Screenshot do jogo, mostrando uma vila Helênica (Grega)

A jogabilidade de 0 A.D. é caracterizada pelos componentes clássicos dos jogos de estratégia em tempo real, como construir sua base, treinar seu exército, combate, e pesquisa de tecnologias. O jogo trata de desenvolvimento económico e guerra. A Wildfire Games visa promover uma experiência que seja inovadora mas familiar ao mesmo tempo, focando mais no aspecto militar de um jogo de estratégia em tempo real. O jogo busca uma forte fidelidade a história sem danificar a jogabilidade. O jogador terá de construir uma cidade e um exército seguindo as regras padrão de jogos de estratégia em tempo real, coletando recursos e construindo edifícios. O jogo incluirá múltiplas unidades e edifícios específicos a cada civilização além de unidades tanto navais quanto terrestres.
A funcionalidade multi-jogador implementada é peer-to-peer (um jogador hospeda o jogo para o grupo) e foi confirmado que não haverá nenhum servidor central.

### Civilizações
O número de civilizações jogáveis no 0 A.D. aumenta a cada versão, e até a Alpha 16, lançada no primeiro semestre de 2014, o jogo contava com doze civilizações disponíveis. Em maio de 2018, o jogo já contava com 14 civilizações jogáveis, e muitas mais são planejadas.
| Grupo        | N.º | Civilização  | Características                                                    | Construções únicas         | Maravilha                     | Inserção |
| ------------ | --- | ------------ | ------------------------------------------------------------------ | -------------------------- | ----------------------------- | -------- |
| Cartagineses | 01  | Cartagineses | x                                                                  | x                          | Templo de Ba’al Ammon         | Alpha 07 |
| Celtas       | 02  | Bretões      | Combate corpo a corpo                                              | Canis                      | Cavalo Branco de Uffington    | Alpha 11 |
| Celtas       | 03  | Gauleses     | Combate corpo a corpo                                              | Tavernas                   | TBD                           | Alpha 11 |
| Diádocos     | 04  | Ptolomaicos  | Frota superior Agricultura superior Torre de cerco                 | Farol Campo de mercenários | Templo de Edfu                | Alpha 15 |
| Diádocos     | 05  | Selêucidas   | Torre de cerco Elefantes de guerra                                 | Colonia militar            | Paraiso de Daphne             | Alpha 21 |
| Gregos       | 06  | Atenienses   | Frota superior                                                     | Gymnaseion Pritaneu        | Parthenon                     | Alpha 10 |
| Gregos       | 07  | Espartanos   | x                                                                  | x                          | Mausoléu de Halicarnasso      | Alpha 10 |
| Gregos       | 08  | Macedônios   | Formação de falange Torre de cerco                                 | x                          | Templo de Ártemis             | Alpha 10 |
| Iberos       | 09  | Iberos       | Unidades terrestres ágeis Projéteis flamejantes Cavalaria superior | Monumento                  | TBD                           | Alpha 05 |
| Máurias      | 10  | Máurias      | x                                                                  | Pilares de Asoca           | Monumentos Budistas de Sanchi | Alpha 13 |
| Persas       | 11  | Persas       | Cavalaria superior Infantaria inferior                             | Apadana                    | Portão de Todas as Nações     | Alpha 08 |
| Romanos      | 12  | Romanos      | x                                                                  | Templo de Vesta            | Templo de Júpiter             | Alpha 09 |

### MODs
O jogo busca ainda estruturar-se de maneira a ser facilmente "MODável", favorecendo a criação de uma grande comunidade online de desenvolvedores. Dentre seus principais MODs, encontram-se o Delenda Est, Terra Magna e o Millennium A.D..

## Versões
| Versão   | Nome | Data de lançamento |
| -------- | --- | --- |
| Pré-Alfa | | a. 02 de abril de 2010 b. 12 de junho de 2010 c. 11 de julho de 2010 |
| Alfa     | a. Argonaut b. Bellerophon c. Cerberus d. Daedalus e. Edetania f. Fortuna g. Geronium h. Haxāmaniš i. Ides of March j. Jhelum k. Kronos l. Loucetios m. Mágada n. Náucratis o. Osíris | a. 16 de agosto de 2010 b. 20 de outubro de 2010 c. 11 de dezembro de 2010 d. 12 de março de 2011 e. 20 de maio de 2011 f. 10 Julho 2011 g. 17 de setembro de 2011 h. 23 de dezembro de 2011 i. 15 de março de 2012 j. 16 de maio de 2012 k. 07 de setembro de 2012 l. 17 de dezembro de 2012 m. 02 de abril de 2013 n. 04 de setembro de 2013 o. 24 de dezembro de 2013 |

## Recepção
0 A.D. foi votado um dos melhores 100 Mods e Indies de 2008 pela Mod DB. Em 2009, ficou entre os melhores 100 Mods e Indies além de ganhar terceiro lugar na categoria de Mais Aguardado Jogo Indie do Ano. Em 2010, 0 A.D. recebeu uma menção honrosa como Jogo Indie Mais Aguardado do ano. 0 A.D. vem sendo geralmente bem recebido.